# Kocsis Antal
Kocsis Antal Lajos (Budapest, X. kerület, 1905. november 17. – Titusville, USA, 1994. október 25.) olimpiai bajnok ökölvívó.

## Családja
Kocsis Gyula György gépmunkás és Czinege Erzsébet gyermekeként született a Kőbányai út 23. szám alatt. Születése után a család Kispestre költözött a Baross utca 4. szám alá, melyet sokan tévesen a szülői házának tartanak. Nagyszülei vidéki városokból kerültek Budapestre. Édesapja szülei a vajdasági Szőregről és a Veszprém vármegyei Tésről, míg édesanyja szülei Tiszaalpárról és Dormándházáról származnak.

## Sportpályafutása
1923-tól a MÁVAG, majd 1924-től 1930-ig az Ferencvárosi TC ökölvívójaként versenyzett. Első jelentős eredményét – magyar bajnoki címet légsúlyban – 1926-ban szerezte. 1925 és 1929 között hússzor szerepelt a magyar válogatottban. Jelentős nemzetközi eredményeit 1927-ben és 1928-ban érte el. Az 1928. évi nyári olimpiai játékokon, Amszterdamban olimpiai bajnoki címet nyert. A magyar sport történetében ő nyerte az első olimpiai bajnokságot ökölvívásban. Az újkori olimpiák történetében ez volt a tizennyolcadik magyar aranyérem. Ezzel a győzelmével Kocsis Antal egyben Európa-bajnoki címet is szerzett, így ő lett a sportág első magyar Európa-bajnoka.
1930-ban Dél-Amerikában, majd az Amerikai Egyesült Államokban telepedett le és Tony Kocsis néven hivatásos ökölvívó lett. Súlycsoportja világranglistáján legjobb eredménye a negyedik helyezés volt. 1935-ben visszavonult. Sportoló pályafutása után szabóként dolgozott. 1965-ben látogatott először haza Magyarországra. Rendelkezése szerint halála után hamvait az óceánba szórták.

## Sporteredményei
- olimpiai bajnok (légsúly: 1928)
- Európa-bajnok (légsúly: 1928)
- Európa-bajnoki 2. helyezett (légsúly: 1927)
- hatszoros magyar bajnok (légsúly: 1926, 1927, 1928 ; harmatsúly: 1929 ; csapat: 1928, 1930)

## Emlékezete
- 1996 óta Kispesten, a Baross u. 4.-ben álló szülőházában található emléktáblája.
- 1992-ben sportpályafutásának tárgyait a budapesti Testnevelési és Sportmúzeumra hagyta.
- Alakja felbukkan Kondor Vilmos magyar író Budapest noir című bűnügyi regényében.